# Volbeat

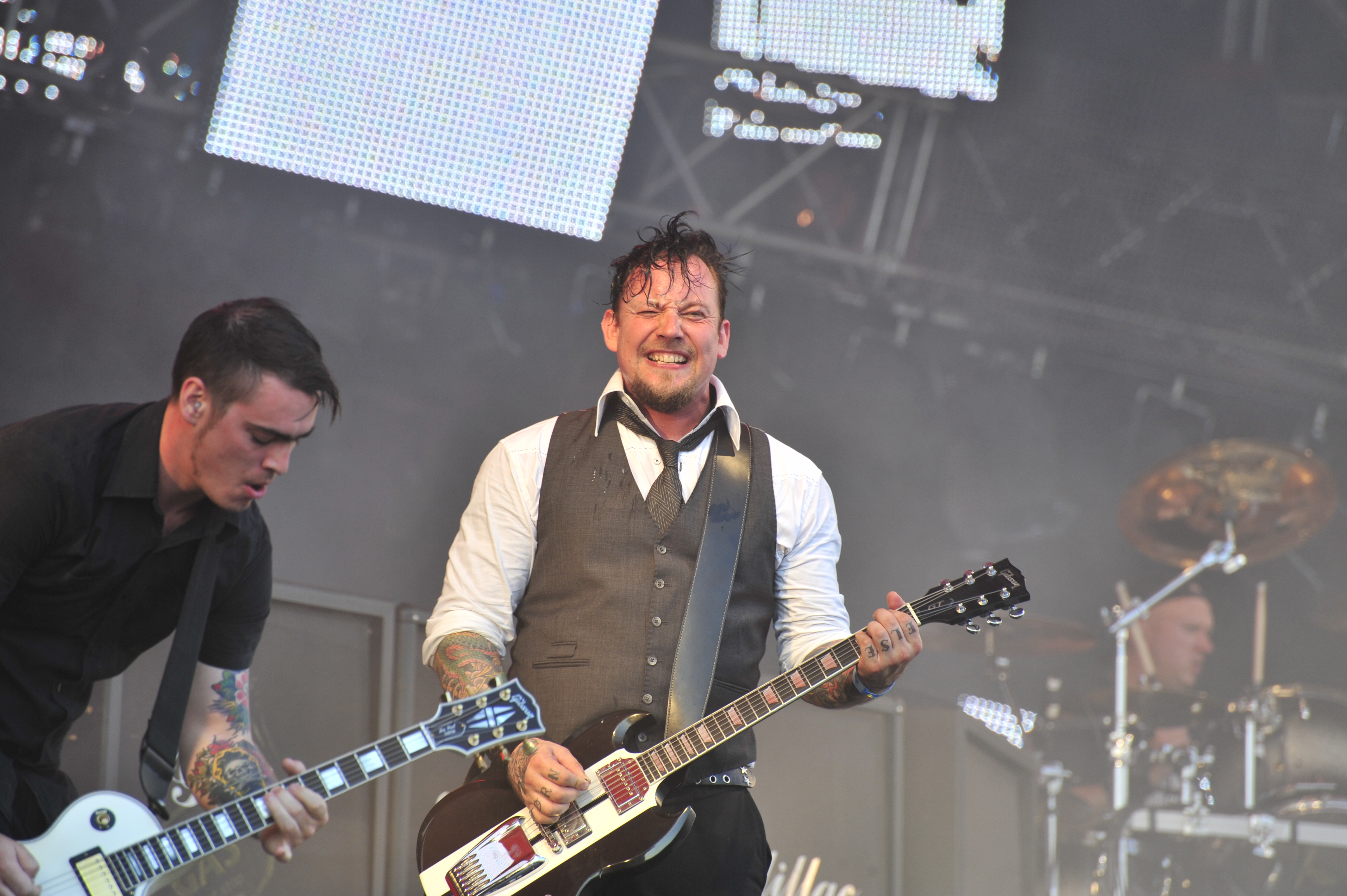
Roskildefestivalen 2009.

Volbeat är ett danskt rockband, som grundades 2001 av Michael Poulsen. Han har tidigare varit medlem i bandet Dominus, som var en stor metalgrupp i Danmark, tills de splittrades strax innan Volbeat grundades. Michael Poulsens största inspirationskällor kommer ifrån Elvis Presley och Johnny Cash. Den näst största källan till inspiration är musikgruppen Social Distortion, detta har influerat Volbeats musik/genre mycket. Volbeats musikstil är främst metal/hårdrock, men de har inslag av femtiotalets svängiga toner. Stilen har även jämförts som en metalversion av Elvis-musik. De influeras mycket av gruppen Anthrax, som de även har spelat för på ett eftersläpp efter en konsert med dem.

## Historik
Volbeat släppte sin första demo, namngivet efter gruppen, 2002, men den fick ingen extraordinär uppmärksamhet. Dock fick bandet plats i rampljuset när Beat the Meat släpptes 2003. Sånger som "Soulweeper" och "Danny & Lucy" låg länge på Sveriges och Frankrikes topp 30-listor på mest spelade låtar på radion. Dessa låtar kom sedan att vara med på debutalbumet The Strength / The Sound / The Songs. Volbeat hade tidigare blivit nekade skivkontrakt hos skivbolag, men fick till slut ett kontrakt med Rebel Monster Records. Senare fick de emellertid ett nytt kontrakt med skivbolaget Mascot Records. Hösten 2008 släpptes ett nytt album kallat Guitar Gangsters & Cadillac Blood.
Volbeat har fått många utmärkelser, de fick till exempel pris för årets nykomling 2003 och för bästa debutalbum 2005. Deras låt "Pool of Booze" är en del av filmmusiken i den tyska snowboardfilmen Frost. De har spelat på festivaler som Rock Hard-festivalen, Roskildefestivalen 2009, Metaltown 2011, Sweden Rock, Wacken Open Air, Arvika och Peace & Love 2011, Bråvallafestivalen 2013 och Sweden Rock som ett av huvudbanden 2014. Bandet sponsras av märkena Vans och Eastpak.
Under slutet av 2012 spelades Outlaw Gentlemen & Shady Ladies in och släpptes i april 2013. I samband med detta meddelade bandet även att man hade rekryterat en ny gitarrist, Rob Caggiano tidigare i Anthrax.
I november 2015 meddelade bandet att basisten Anders Kjølholm lämnat bandet. På sin hemsida skrev man: "Anders has been a loyal friend and bandmate since 2001. [...] We're very thankful for this and wish Anders all the best in the future."
Den 13 maj 2016 blev det klart att Kaspar Boye Larsen är bandets nya basist. Han har hoppat in ett flertal gånger under Volbeats karriär och kan ses i nya videon till låten "The Devils Bleeding Crown".

## Medlemmar
Nuvarande medlemmar
- Michael Poulsen – sång, rytmgitarr (2001– )
- Jon Larsen – trummor (2001– )
- Kaspar Boye Larsen – basgitarr (2016– )

Tidigare medlemmar
- Anders Kjølholm – basgitarr (2001–2015)
- Teddy Vang – sologitarr (2001–2004)
- Franz 'Hellboss' Gottschalk – sologitarr, bakgrundssång (2004–2006)
- Tomas Bredahl – sologitarr, bakgrundssång (2006–2011)
- Rob Caggiano – sologitarr (2013–2023)

Turnerande medlemmar
- Hank Shermann – sologitarr (2011–2013)
- Flemming C. Lund – sologitarr (2023– )

## Diskografi

### Demo
- Volbeat (2002)
- Soulweeper (2003)
- Beat the Meat (2003)

### Studioalbum
- 2005 – The Strength / The Sound / The Songs
- 2007 – Rock the Rebel / Metal the Devil
- 2008 – Guitar Gangsters & Cadillac Blood
- 2010 – Beyond Hell / Above Heaven
- 2013 – Outlaw Gentlemen & Shady Ladies
- 2016 – Seal the Deal & Let's Boogie
- 2019 – Rewind, Replay, Rebound
- 2021 – Servant of the Mind

### Livealbum
- 2011 – Live From Beyond Hell / Above Heaven

### Singlar
- "I Only Wanna Be with You" (2006)
- "Sad Man's Tongue" (2007)
- "The Garden's Tale" (2007)[9]
- "Radio Girl" (2007)
- "Maybellene i Hofteholder" (2008)
- "Mary Ann's Place" (2009)
- "We" (2009)
- "Fallen" (2010)
- "Heaven nor Hell" (2010)
- "Seven Shots" (2010)
- "16 Dollars" (2011)
- "A Warrior's Call" (2012)
- "Still Counting" (2008)
- "Cape of Our Hero" (2012)
- "The Hangman's Body Count" (2013)
- "Lola Montez" (2013)
- "For Evigt" (2016)
- "Seal the Deal" (2016)
- "The Devil's Bleeding Crown" (2016)
- "Parasite" (2019)
- "Leviathan" (2019)
- "Last Day Under the Sun" (2019)
- "Cheapside Sloggers" (2019)
- "Pelvis on Fire" (2019)
- "Wait A Minute My Girl" / "Dagen Før" (2021)
- "Shotgun Blues" (2021)
- "By a Monster’s Hand" (2025)

### DVD
- Sold Out / Live (2DVD) (2007)
- Live From Beyond Hell / Above Heaven (2DVD+CD) (2011)
- Let's Boogie! Live from Telia Parken (2018)
- Rewind, Replay, Rebound: Live in Deutschland (2020)